# A Kongói Köztársaság a 2004. évi nyári olimpiai játékokon
A Kongói Köztársaság a görögországi Athénban megrendezett 2004. évi nyári olimpiai játékok egyik részt vevő nemzete volt. Az országot az olimpián 4 sportágban 5 sportoló képviselte, akik érmet nem szereztek.

## Atlétika
Női

| Versenyző          | Versenyszám | Előfutam | Előfutam | Előfutam | Negyeddöntő | Negyeddöntő | Negyeddöntő | Elődöntő | Elődöntő | Elődöntő | Döntő   | Döntő    |
| Versenyző          | Versenyszám | Idő      | Hely.    | Össz.    | Idő         | Hely.       | Össz.       | Idő      | Hely.    | Össz.    | Idő     | Helyezés |
| ------------------ | ----------- | -------- | -------- | -------- | ----------- | ----------- | ----------- | -------- | -------- | -------- | ------- | -------- |
| Michelle Moudzoula | 200 m       | 24,37    | 6.       | 41.      | kiesett     | kiesett     | kiesett     | kiesett  | kiesett  | kiesett  | kiesett | kiesett  |

## Cselgáncs
Női

| Versenyző        | Versenyszám | Selejtező         | Nyolcaddöntő                    | Negyeddöntő       | Elődöntő          | Vigaszág első kör               | Vigaszág negyeddöntő | Vigaszág elődöntő | Bronz- mérkőzés   | Döntő             | Helyezés    |
| Versenyző        | Versenyszám | Ellenfél Eredmény | Ellenfél Eredmény               | Ellenfél Eredmény | Ellenfél Eredmény | Ellenfél Eredmény               | Ellenfél Eredmény    | Ellenfél Eredmény | Ellenfél Eredmény | Ellenfél Eredmény | Helyezés    |
| ---------------- | ----------- | ----------------- | ------------------------------- | ----------------- | ----------------- | ------------------------------- | -------------------- | ----------------- | ----------------- | ----------------- | ----------- |
| Tatiana Bvegadzi | Nehézsúly   |                   | Daima Beltrán (CUB) · 0000-1000 |                   |                   | Karina Bryant (GBR) · 0000-1003 | kiesett              | kiesett           | kiesett           |                   | helyezetlen |

## Úszás
Férfi

| Versenyző         | Versenyszám | Előfutam | Előfutam | Előfutam | Elődöntő | Elődöntő | Elődöntő | Döntő   | Döntő    |
| Versenyző         | Versenyszám | Idő      | Hely.    | Össz.    | Idő      | Hely.    | Össz.    | Idő     | Helyezés |
| ----------------- | ----------- | -------- | -------- | -------- | -------- | -------- | -------- | ------- | -------- |
| Emile Rony Bakale | 50 m gyors  | 25,07    | 1.       | 61.      | kiesett  | kiesett  | kiesett  | kiesett | kiesett  |

Női

| Versenyző           | Versenyszám | Előfutam | Előfutam | Előfutam | Elődöntő | Elődöntő | Elődöntő | Döntő   | Döntő    |
| Versenyző           | Versenyszám | Idő      | Hely.    | Össz.    | Idő      | Hely.    | Össz.    | Idő     | Helyezés |
| ------------------- | ----------- | -------- | -------- | -------- | -------- | -------- | -------- | ------- | -------- |
| Clara Monika Bakale | 50 m gyors  | 31,61    | 2.       | 68.      | kiesett  | kiesett  | kiesett  | kiesett | kiesett  |

## Vívás
Férfi

| Versenyző   | Versenyszám  | Selejtező                  | 32-es főtábla     | Nyolcaddöntő      | Negyeddöntő       | Elődöntő          | Bronz- mérkőzés   | Döntő             | Helyezés |
| Versenyző   | Versenyszám  | Ellenfél Eredmény          | Ellenfél Eredmény | Ellenfél Eredmény | Ellenfél Eredmény | Ellenfél Eredmény | Ellenfél Eredmény | Ellenfél Eredmény | Helyezés |
| ----------- | ------------ | -------------------------- | ----------------- | ----------------- | ----------------- | ----------------- | ----------------- | ----------------- | -------- |
| Sorel Kembe | Kard, egyéni | Cándido Maya (CUB) · 13-15 | kiesett           | kiesett           | kiesett           | kiesett           | kiesett           | kiesett           | 36.      |